# Thérèse de l'Enfant Jésus et de Saint Jean-de-la-Croix
Eusébia Garcia-Garcia, en religion Thérèse de l'Enfant Jésus et de Saint Jean-de-la-Croix (1909 - 1936) est une des trois carmélites martyres de Guadalajara lors de la Guerre d'Espagne.
Elle est béatifiée le 29 mars 1987 par le pape Jean-Paul II. Elle est fêtée le 24 juillet.

## Biographie

### Enfance
Eusébia Garcia-Garcia naît le 5 mars 1909 à Mochales dans la Province de Guadalajara (en Espagne). Elle est baptisée deux jours plus tard.
À l'âge de 7 ans, son oncle, le chanoine Florentino qui est secrétaire épiscopal, prend en charge son éducation. Florentino sera lui aussi tué lors de la guerre civile et considéré comme martyr.
Eusébia fait ses études chez les Ursulines. Elle lit "Histoire d’une âme" et se passionne pour sainte Thérèse de l’Enfant-Jésus.

### Entrée au Carmel
Elle entre au carmel de Guadalajara le 2 mais 1925 et prend le nom de Thérèse de l’Enfant-Jésus et de Saint Jean-de-la-Croix. Elle fait sa prise d'habit le 4 novembre 1925.
Le 7 novembre 1926 elle fait ses premiers vœux, et le 6 mars 1930 ses vœux définitifs.
Elle a un tempérament fort et une nature impulsive, mais elle réussit peu à peu à se dominer et s'adapter à la règle du monastère. Elle est très bonne musicienne.
Elle se consacre tout particulièrement à la Sainte Vierge et prononce le vœu d'« amour, fidélité, abandon ».

### Le martyre
Lorsqu'en 1936 la guerre civile éclate de nombreuses persécutions de religieux ont lieu.
Le 22 juillet 1936, lorsque les milices républicaines s'emparent de la ville, les religieuses du couvent craignent que leur couvent ne soit incendié. Dans l'après-midi, le prêtre donne la communion aux 18 religieuses, puis toutes partent en ville chercher un refuge dans des maisons proches ou chez des connaissances.
Thérèse de l'Enfant Jésus semble avoir accueilli l'idée du martyre avec une bonne humeur inhabituelle : lors de l'un de des derniers dîners partagés dans le couvent, elle aurait dit à ses compagnes : « Il faut manger beaucoup, car nous avons beaucoup de sang à verser pour le Christ-Roi ».
Le 24, alors que trois religieuses marchent dans les rues de la ville à la recherche d’un gîte plus sûr, une milicienne les reconnait. Celle-ci incite ses compagnons à tirer sur le groupe des religieuses qui tente de fuir. Sœur Marie Ange est tuée sur le coup mais Sœur Thérèse de l’Enfant-Jésus parvient à s'enfuir. Marie Pilar, touchée par les tirs décédera quelques heures plus tard à l’hôpital.
Sœur Thérèse de l'Enfant-Jésus parvient à s'enfuir, mais elle est rattrapée par un milicien nommé Palero, qui, dans un premier temps prétend vouloir la protéger.
Il lui propose alors de lui épargner sa vie en échange de certains services "coupables", mais elle refuse. Il l'emmène alors près du cimetière, où lui demande de crier : "Viva el Comunismo!" (Vive le communisme !). Mais elle refuse et crie : « Viva Cristo Rey! » (Vive le Christ Roi !). Elle est alors fusillée contre le mur du cimetière,.
D'autres sources indiquent qu'on lui aurait offert sa liberté si elle reniait le Christ, l'Église, et le Carmel. Elle aurait refusé et aurait été tuée.
Ces sources sont potentiellement complémentaires, et soulignent la confusion qui régnait à l'époque.

### La sépulture
Les corps des trois religieuses sont jetés dans une fosse commune.
La fosse est rouverte le 15 juillet 1941. Leurs corps sont identifiés grâce à leur scapulaire et crucifix présents sur leur poitrine.
Les dépouilles mortelles des trois religieuses sont emmenées et enterrées dans leur monastère deux jours plus tard.
Assez vite, des miracles ont été rapportés et attribués à ces trois religieuses.

## Béatification
Le 29 mars 1987, le pape Jean-Paul II, béatifie à Rome les 3 carmélites de Guadalajara, dont Marie Ange de St Joseph.
Le 11 mars 2001, lors de la béatification à Rome, 233 martyrs espagnols de la guerre civile
le pape Jean-Paul II, déclarera à leur sujet « Tous, avant de mourir, comme il ressort des procès canoniques pour leur déclaration comme martyrs, pardonnèrent de tout cœur leurs bourreaux. ».
La fête de Thérèse et de ses sœurs carmélites martyres de Guadalajara est célébrée le 24 juillet,. Dans l'Ordre du Carmel, cette fête est célébrée avec rang de mémoire facultative.